# Új gazdaságpolitika
Az új gazdaságpolitika (oroszul: новая экономическая политика [novaja ekonomicseszkaja polityika]; rövidítve: NEP) a szovjet gazdaságpolitika formája volt az 1920-as években, amelyben különböző tulajdonformák léteztek együtt a részleges piacgazdaság alapján. Elmélettörténeti jelentősége abban áll, hogy egyrészt rávilágít a Szovjetunió történetének differenciált elemzése szükségességére, másrészt mert a szocialista országokban a legtöbb reformkísérlet számára a NEP ideológiai hivatkozási alap volt.

## A NEP előzményei és bevezetése
A októberi forradalom után hatalomra került bolsevik pártnak nem volt a szocializmusra vagy az átmeneti időszakra kidolgozott gazdaságpolitikája, intézményrendszere és apparátusa. A Kommunista kiáltványban leírt átmeneti lépések kevéssé voltak alkalmasak arra, hogy azokat közvetlenül felhasználhassák Oroszországban, és a Párizsi Kommün gazdasági intézkedéseit sem lehetett többnek tekinteni mint általános alap. Lenin Állam és forradalom című munkája elsősorban az állam politikai és szervező szerepével, valamint az önigazgató társadalomhoz való viszonyával foglalkozott.
Az orosz háborús gazdaságban az állami beavatkozás számos formája már létezett (jegyrendszer, állami megrendelések, stb.). Ezen kívül a munkásönigazgatás különféle formái működtek, amelyek főként a gyári vezetés ellenőrzésével, néhány helyen pedig a gyár vezetésével foglalkoztak. Ilyen módon, leszámítva a bankmonopólium létrehozását, néhány nagyvállalat államosítását és a már meglévő állami beavatkozási formákat, a bolsevik párt nem nyúlt a gazdasági folyamatokba, bár támogatta a munkásigazgatást és vidéken a szegényparasztok mozgalmait. 1918 elejéig (a német támadásig) egy új gazdaságpolitika kidolgozása folyt, amelynek fő vonásai megegyeznek a NEP-pel, és a NEP „első kiadásának” lehetne tekinteni, azonban bevezetését az intervenció levette a napirendről. 1918 tavaszán a gazdaságpolitikában éles fordulatra került sor, amelynek lényege a hadikommunizmus bevezetése volt.
A hadikommunizmus intézménye, bár a gondolat nem volt idegen a bolsevik párt néhány vezetője számára, alapvetően abból a követelményből nőtt ki, hogy az intervenció és a polgárháború miatt nagy létszámú hadsereget kellett élelmiszerrel ellátni, miközben a mezőgazdaság, részben a világháborús vérveszteség, részben a mozgósítás miatt munkaerőhiánnyal küzdött, valamint azért, mert az ország infrastruktúrája összeomlott a fűtőanyag-hiány miatt. Lényegében egy teljesen központosított, bár fokozatosan kiépülő gazdasági rendszer (kötelező munkavégzés az államosított iparban, kötelező termény-beszolgáltatás a mezőgazdaságban) és elosztási rendszer (fejadagok a munkavégzés és a munka típusa szerint) jellemezte az országot 1918-1921. között, amelyben abszolút elsőbbséget kapott a hadsereg és a dolgozók ellátása.
Az intervenció és a polgárháború, majd a Lengyelországgal való háború után a bolsevik párt kísérletet tett arra, hogy a hadikommunizmus intézményei (központi elosztás, fogyasztási kommunák) fenntartásával térjenek át a békeidőszakra. Trockij és hívei a szakszervezetek gazdasági vezető szerepével kiegészítve akarták ezt elérni, de vereségük a VIII. Összoroszországi Szovjetkongresszuson, valamint a politikai helyzet radikális megváltozása 1921-ben gyökeres fordulatot eredményezett a gazdaságpolitikában.
A hadikommunizmus megtartása politikai okokból lehetetlennek bizonyult. A parasztság lázadozott a kötelező beszolgáltatás ellen, a kronstadti felkelés azzal fenyegetett, hogy lázadások lehetnek az alapvetően paraszti hadseregben és hogy a mensevik és eszer program („szovjeteket bolsevikok nélkül”) hatásos lehet. Gazdaságilag is lehetetlennek bizonyult a hadikommunizmus fenntartása az infrastruktúra szétzilálódása miatti ipari összeomlás és a pusztító éhínség, valamint a nagyarányú és növekvő munkanélküliség miatt, amelyet várhatóan tovább növelt volna a hadsereg nagy részének leszerelése.
Ebben a helyzetben, részben fokozatosan, részben döntő lépéseken keresztül vezette be a Népbiztosok Tanácsa a NEP-et. Lenin személyes tekintélyét felhasználva és néhány vezető támogatásával sikerült a párttal elfogadtatni az átállást a X. pártkongresszuson.

## A NEP fő elvei
A NEP elsődlegesen nem gazdaságpolitika volt, hanem politikai lépések egysége, amelynek célja a gazdasági folyamatokon keresztül a proletárdiktatúra védelmét célozta: parasztság semlegesítését és az árucsere megindítását (ezt szolgálta a vállalati gazdasági döntések jelentős decentralizációja is – ebben az időszakban a népgazdasági tervek legfeljebb jelzőszámok voltak). A harmadik cél, az ipar helyreállítása a külföldi tőke bevonásával koncessziókon keresztül, a külföldi tőke bizalmatlansága miatt nem valósult meg.
A parasztság semlegesítésének fő eszköze a terményadó volt. A terményadó bevezetése azt jelentette, hogy miután a paraszt lerótta adóját, a felesleggel szabadon rendelkezett és azt az újra engedélyezett helyi piacokon eladhatta. Ezért cserében ipari nyersanyagokat és fogyasztási cikkeket kapott részben az államtól, részben a gyáraktól, részben a piacozásra kényszerült munkásoktól (öngyújtók fabrikálása). Hamarosan kiderült, hogy az ipar összeomlása olyan méretű volt, hogy helyi szinten az árucsere nem működött, így engedélyezték az országos adásvételt. Ezzel együtt megjelent a földek bérbeadása és a szegényparasztok munkavállalása a gazdaparasztok földjein.
A bolsevik vezetés az országos méretű árucserét és a bérmunka kiterjedését a mezőgazdaságban komoly visszalépésként értelmezte. Ez magyarázza, hogy a gazdaság csekély megélénkülését is jelnek tekintették arra, hogy megindulhat a NEP visszavétele, mint például a XI. párkongresszuson. Mivel az ipari termelés továbbra is rendkívül alacsony színvonalon állt, a visszavonást, megállítást általában úgy értelmezték, hogy a NEP-en belül, a NEP eszközeit felhasználva kiszorítható a magánipar és magánkereskedelem, valamint a parasztságot a szövetkezetbe lehet vezetni.
Valójában a gazdasági helyzet ezt nem engedte meg. 1923–25 között az ipar nem volt képes elegendő árut kínálni a parasztságnak és ezért az agrárolló kinyílt (a gabonaárak relatív esése), ami miatt a parasztok visszatartották feleslegüket és az árugabona mennyisége csökkenni kezdett. Ez ismét kiélezte a vitát a párton belül. Trockij és frakciója lényegében a felesleg katonai erővel való elvételét javasolta (Preobrazsenszkij), míg Sztálin és Buharin szövetsége úgy vélte, hogy erre a vezetésnek nincs ereje, az intézkedésnek pedig értelme nincs. A vita a párt centrumának győzelmével végződött és az ipari árakra plafont határoztak meg. Bár ez politikailag kezelhetővé tette a helyzetet, egyszersmind létrehozta az iparcikkekkel kereskedő spekulánsok széles rétegét is (nepman). Számos megítélés szerint ez a beavatkozás a piacokba a NEP végét jelenti, valójában azonban a NEP teljes felszámolása egészen 1929-ig tartott.

## A NEP felszámolása
Mivel a NEP „piacgazdasága” a gabonapiacokon alapult, nem véletlen, hogy a NEP felszámolásának döntő oka a gabonakérdés volt. 1926-27-ben az állami felvásárlási árak a költségek alá estek, amire a parasztság azzal válaszolt, hogy vagy visszatartotta gabonáját a magasabb árakban reménykedve, vagy az állami felvásárlók helyett a gabonaspekulánsoknak adta el a felesleget. A gabonaválság olyan szintre súlyosbodott, hogy az állam engedélyezte a gabona külföldről való behozatalát. Bár elképzelhető, hogy Sztálin beszélgetésében 1928. május 28-án az árugabonára vonatkozó adatok, amelyek később a megszorító intézkedések igazolását szolgálták, meglehetősen pontatlanok voltak, ezt ma már nem lehet eldönteni. Mindenesetre a szovjet vezetés valóságos aggodalma nem kérdéses. 1927-28-ban pártmozgósítással küldtek embereket vidékre, akik jelentős nyomást gyakorolva (falvak lezárása, letartóztatások spekuláció vádjával) a parasztságra növelték az állami gabona mennyiségét. Mivel csaknem polgárháborús helyzet alakult ki számos vidéken ezeket az intézkedéseket 1928-ban felfüggesztették, majd 1929-ben, amikor Buharin és Sztálin szövetsége felbomlott és a Buharin-csoportot eltávolították a vezetésből, az ötéves tervvel összefüggésben bevezették a kötelező beszolgáltatási normákat. Ezzel a gabonapiac, a NEP alapja, lényegében megszűnt létezni.
Ezzel egy időben a vállalatok önállóságát is kezdték megszüntetni. Az állami vállalatok viselkedése sem a tervszámokat, sem a piaci információkat nem követte, alapvetően stagnáltak, miközben egy milliós ipari és 8 milliós mezőgazdasági munkanélküliség létezett. A vezetés válasza erre a klasszikus tervgazdaság kidolgozása volt, amelyet az első ötéves tervvel vezettek be. Ez azt jelentette, hogy a vállalatok számára a stratégiai önállóság megszűnt és működési önállóságukat szigorúan korlátozta a pénzellátás rendszere, valamint a vállalati vezetők kinevezésének gyakorlata biztosította a közvetlen központi beavatkozás lehetőségét (különösen az 1930-as évek második felétől, amikor az iskolák elegendő képzett embert kezdtek kibocsátani).
Ezzel párhuzamosan megszületett az árak szabályzásának átfogó rendszere a terveken belül, így a piac minden tekintetben kiszorult a gazdaság fő területeiről.